# ترنتشين
ترنشين (بالسلوفاكية: Trenčín)‏ المركز الإداري لإقليم ترنتشين.يقسم نهرالفاه شطري المدينة طولياً حيث يمر من شمالها إلى جنوبها ويعتبر هذا النهر الأطول في سلوفاكيا

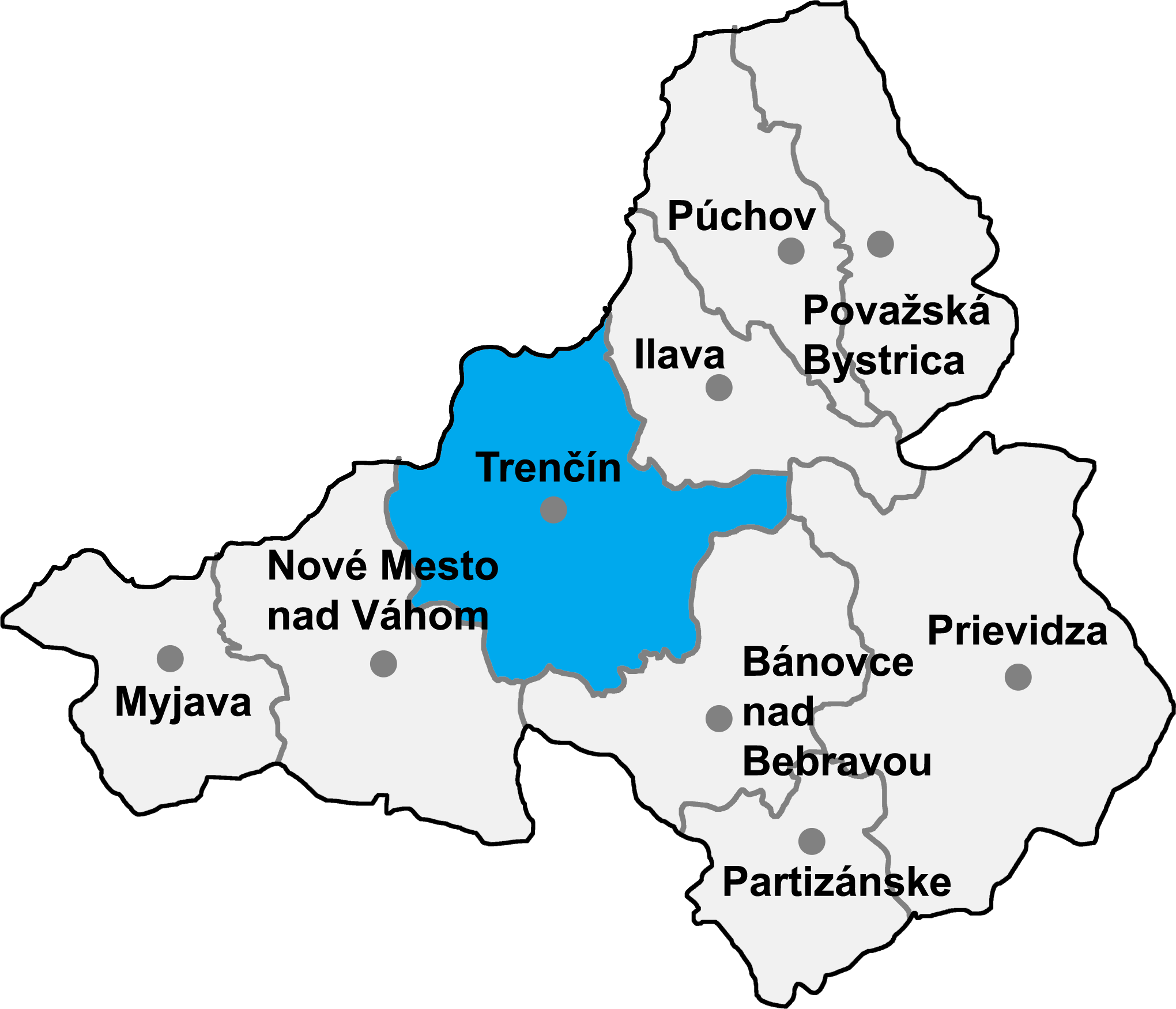
موقع ترنشين في إقليم ترنتشن

## المناخ
يظهر الجدول التالي التغييرات المناخية على مدار السنة لترنتشين:
| البيانات المناخية لـترنتشين       | البيانات المناخية لـترنتشين | البيانات المناخية لـترنتشين | البيانات المناخية لـترنتشين | البيانات المناخية لـترنتشين | البيانات المناخية لـترنتشين | البيانات المناخية لـترنتشين | البيانات المناخية لـترنتشين | البيانات المناخية لـترنتشين | البيانات المناخية لـترنتشين | البيانات المناخية لـترنتشين | البيانات المناخية لـترنتشين | البيانات المناخية لـترنتشين | البيانات المناخية لـترنتشين |
| الشهر                             | يناير                       | فبراير                      | مارس                        | أبريل                       | مايو                        | يونيو                       | يوليو                       | أغسطس                       | سبتمبر                      | أكتوبر                      | نوفمبر                      | ديسمبر                      | المعدل السنوي               |
| --------------------------------- | --------------------------- | --------------------------- | --------------------------- | --------------------------- | --------------------------- | --------------------------- | --------------------------- | --------------------------- | --------------------------- | --------------------------- | --------------------------- | --------------------------- | --------------------------- |
| متوسط درجة الحرارة الكبرى °م (°ف) | 2 (35)                      | 4 (40)                      | 10 (49)                     | 16 (60)                     | 21 (70)                     | 24 (75)                     | 26 (79)                     | 26 (79)                     | 21 (70)                     | 15 (59)                     | 7 (45)                      | 3 (37)                      | 15 (58)                     |
| متوسط درجة الحرارة الصغرى °م (°ف) | −4 (25)                     | −3 (26)                     | 0 (33)                      | 4 (40)                      | 9 (49)                      | 12 (54)                     | 14 (56)                     | 14 (57)                     | 10 (50)                     | 6 (43)                      | 2 (35)                      | −2 (28)                     | 5 (41)                      |
| الهطول سم (إنش)                   | 1.78 (0.70)                 | 2.11 (0.83)                 | 2.15 (0.85)                 | 3.15 (1.24)                 | 3.83 (1.51)                 | 4.90 (1.93)                 | 4.83 (1.90)                 | 3.53 (1.39)                 | 4.05 (1.59)                 | 2.89 (1.14)                 | 3.09 (1.22)                 | 2.85 (1.12)                 | 39.16 (15.42)               |
| المصدر: MSN Weather               |                             |                             |                             |                             |                             |                             |                             |                             |                             |                             |                             |                             |                             |

## توأمة
لترنتشين اتفاقيات توأمة مع كل من:
- Cran-Gevrier [الإنجليزية]‏
- أوهرسكه هراديشتيه
- زلين
- تارنوف
- كازاليكيو دي رينو
- بيكيسكسابا
- كراغوييفاتس

## أعلام
- كاتارينا مرافيكوفا
- ستانيسلاف لوبوتكا
- إليزابيث كلاين
- إيغور زيليني
- بافول ستراكا
- ميلوش بازوفسكي